# Misumenops curadoi
Misumenops curadoi es una especie de araña cangrejo del género Misumenops, familia Thomisidae. Fue descrita científicamente por Soares en 1943.

## Distribución
Esta especie se encuentra en Brasil.